# سیارک ۲۶۷۲۰
سیارک ۲۶۷۲۰ (به انگلیسی: 26720 Yangxinyan، نامگذاری:2001HB6)۲۶۷۲۰مین سیارک کشف شده‌است که در ۱۸ آوریل ۲۰۰۱ کشف شد.